# Hans Hers

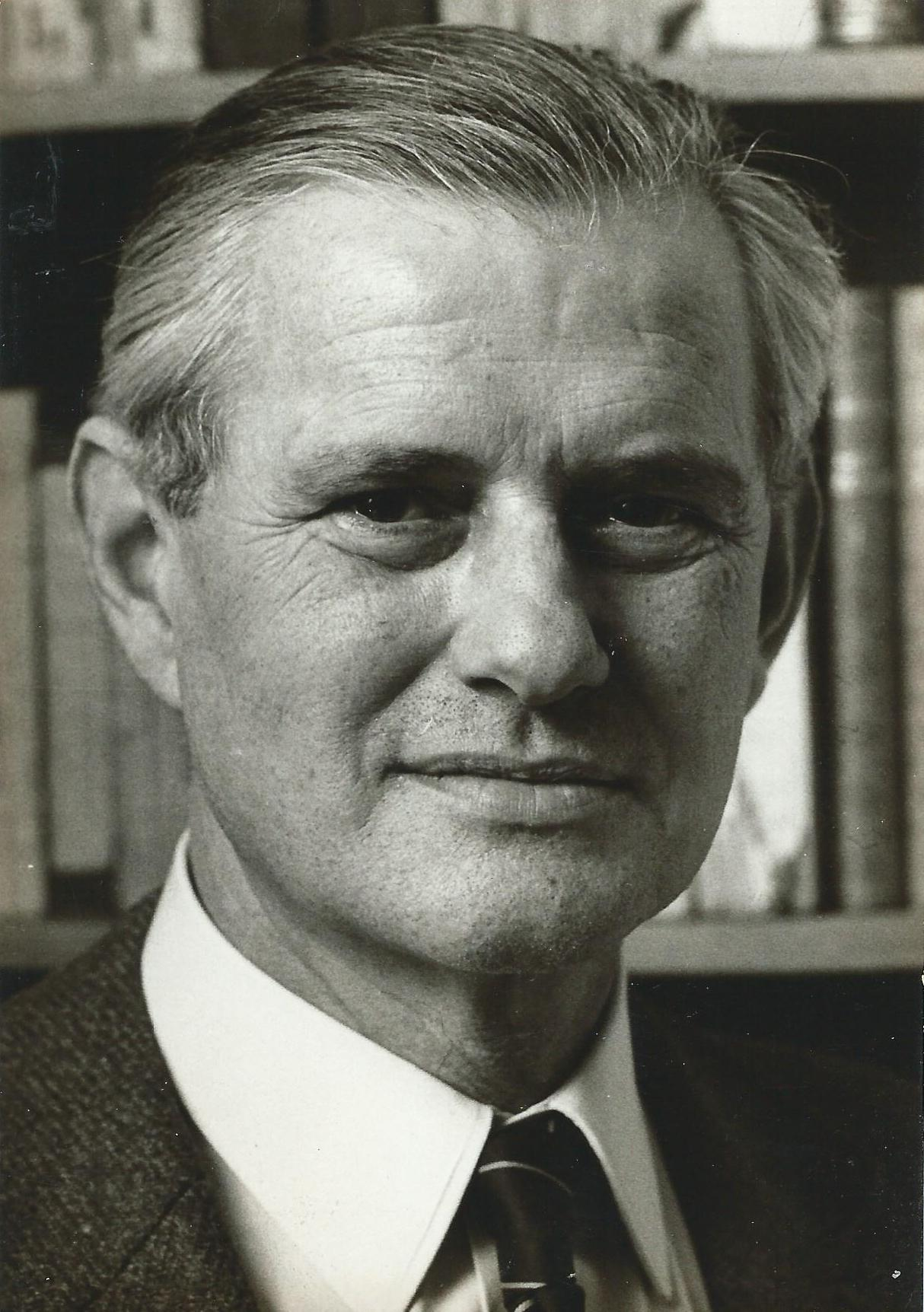
Hans Hers

Johannes Floris Philippus (Hans) Hers (Ridderkerk, 4 juli 1917 – Oegstgeest, 29 oktober 2006) was een Nederlands arts en verzetsstrijder tijdens de Tweede Wereldoorlog die zich bezighield met spionage.

## Biografie
Hers kwam uit een doktersfamilie. Hij volgde de familietraditie en studeerde medicijnen in Leiden. Al voor de oorlog was hij actief in de Cumberlidge-groep van de Britse geheime dienst. Tijdens een feestje van zijn zweefvliegclub op Ypenburg had hij kennis gemaakt met de Engelse spion Cumberlidge, die zijn eigen geheime radioverbinding met Londen had. Hij trouwde met C.M. Schreuder met wie hij verschillende kinderen kreeg; zijn gelijknamige zoon was eveneens arts en kwam in 1978 op 37-jarige leeftijd in Mozambique bij een auto-ongeluk om het leven.

## Oorlogsjaren
Op de drempel van het derde jaar van zijn studie medicijnen in Leiden, kwam Hers in september 1940 in contact met de eerste Nederlandse geheim agent die vanuit Engeland in Nederland was gedropt: Lodo van Hamel, alias Jan Willem van Dalen. Hers raakte betrokken bij de organisatie van Van Hamels terugkeer naar Engeland. Van Hamel zou, in gezelschap van Jean Mesritz, Marion Smit en prof. Lourens Baas Becking, door Hers vanaf het Friese Tjeukemeer op het vliegtuig gezet worden. Hers zou zelf niet meegaan. Een watervliegtuig, gevlogen door Heije Schaper, kwam in de nacht van 14 oktober 1940 tot vlak boven het Tjeukemeer, maar kon door laaghangende mist niet landen. Het nachtelijk geronk boven het meer was niet onopgemerkt gebleven. In de ochtend van 14 oktober werd het gezelschap opgewacht en gearresteerd door de Nederlandse Rijksveldwacht, overgedragen aan de SS en afgevoerd naar het Oranjehotel in Scheveningen. Van Hamel werd ter dood veroordeeld en in juni 1941 gefusilleerd. Hers kreeg drie jaar tuchthuis. In de gevangenis trouwde hij met Toos Schreuder. Nadat hij zijn straf had uitgezeten, werd hij tot het eind van de oorlog in Schutzhaft gehouden. Hij kwam via gevangenis Munster, kamp Brual-Rhede, gevangenis Waldheim en gevangenis Zwickau uiteindelijk op 29 juli 1944 in concentratiekamp Sachsenhausen terecht. Daar werd hij als arts op de ziekenafdeling geplaatst. Toen Russische en Poolse soldaten het kamp op 22 april 1945 hadden bevrijd, bleef hij bij de zieken. Op 11 augustus 1945 keerde hij met vijftien van hen terug in Nederland. Toen moest hij zijn studie geneeskunde in Leiden helemaal opnieuw beginnen, want tentamenresultaten van voor de oorlog waren niet meer geldig.

## Na de oorlog
Hers promoveerde op 14 november 1954 cum laude op The histopathology of the respiratory tract in human influenza aan de Universiteit Leiden. Hij was coördinator van het medisch team voor prins-gemaal Bernhard van Lippe-Biesterfeld. Hij kreeg in 1985 het groot erekruis in de Huisorde van Oranje.
Begin 1999 (tien jaar na de vrijlating van de twee overgebleven gevangenen van de Vier van Breda) was Hers te zien in de documentaire De Affaire over de Vier van Breda.
In 2003 werd een schelpenpad, dat langs het Tjeukemeer loopt, vernoemd naar Lodo van Hamel. De destijds 85-jarige Hers verrichtte de officiële opening door een informatiebord te onthullen.

## Onderscheidingen
- Groot erekruis in de huisorde van Oranje;
- Ridder in de Orde van de Nederlandse Leeuw;
- Officier in de Orde van Oranje Nassau.